# Park Si-yeon
Park Si-yeon (hangul: 박시연; hanja: 朴正炫; rr: Bag Si-yeon; nascida Park Jung-hyun em 14 de novembro de 2000), mais frequentemente creditada na carreira musical como Xiyeon (hangul: 시연), é uma cantora e dançarina sul-coreana. É popularmente conhecida por ser ex-integrante do grupo feminino Pristin.

## Carreira
Em 2010, quando Xiyeon ainda era criança, apareceu no videoclipe Bang! de After School. Durante seu treinamento na Pledis Entertainment, apareceu no videoclipe My Copycat de Orange Caramel. Xiyeon também apareceu em videoclipes de diversos artistas da Pledis.
Em 2012, ela apareceu no videoclipe do Happy Pledis intitulado Love and Letter e promoveu a música em uma apresentação no Music Bank da emissora KBS.
Ela foi uma das trainees da Pledis Entertainment que foram selecionadas para participar do reality show Produce 101 onde foi eliminada no episódio 10.
Em 23 de março de 2016, Xiyeon foi confirmada como integrante do novo grupo da Pledis Entertainment, Pledis Girlz (mais tarde conhecido como Pristin). O grupo lançou um single digital intitulado We. O single foi oficialmente lançado em 27 de junho. Pledis Girlz manteve diversos concertos para promover o grupo antes da estreia oficial.
Pristin estreou oficialmente em 21 de março de 2017 com o lançamento do extended play Hi! Pristin.

## Composições
Assim como todas as outras integrantes do Pristin, Xiyeon colaborou na composição de diversas canções do grupo.
| Ano  | Titulo          | Álbum       | Notas                                        |
| ---- | --------------- | ----------- | -------------------------------------------- |
| 2016 | We              |             | Com Roa, Eunwoo e Sungyeon                   |
| 2017 | Another Promise |             | Com Eunwoo e Yuha                            |
| 2017 | Over n Over     | Hi! Pristin | Com Eunwoo, Sungyeon, Yuha, Kyulkyung e Kyla |
| 2017 | We Are Pristin  | Schxxl Out  | Com Sungyeon e Yehana                        |
| 2017 | Aloha           | Schxxl Out  | Com Roa, Sungyeon e Kyla                     |
| 2017 | You're My Boy   | Schxxl Out  | Com Nayoung, Roa, Sungyeon, Kyla e Yehana    |

A música We foi posteriormente inclusa no álbum Hi! Pristin.

## Discografia
| Título | Ano  | Posição nas paradas | Vendas   | Álbum                  |
| Título | Ano  | KOR                 | Vendas   | Álbum                  |
| --- | ---- | ------------------- | -------- | ---------------------- |
| "Love Letter" (com Son Dam-bi, After School e a participação de Ara, Kim Hyelim (Lime) do Hello Venus, Minhyun & Baekho do (NU'EST) | 2011 | 4                   | 276,337+ | Happy Pledis 2nd Album |

## Filmografia

### Programas de televisão
| Ano  | Nome                         | Emissora  | Função        | Notas                    |
| ---- | ---------------------------- | --------- | ------------- | ------------------------ |
| 2013 | Like SEVENTEEN Show          |           | Convidada     | Como dançarina de apoio  |
| 2013 | Seventeen TV                 | Ustream   | Convidada     | Como dançarina de apoio  |
| 2016 | Produce 101                  | Mnet      | Concorrente   | Eliminada no episódio 10 |
| 2016 | Please Take Care of Vanity 2 |           | Convidada     | Com Yuha                 |
| 2017 | Show! Music Core             | MBC Music | Apresentadora |                          |
| 2017 | Hello Counselor ep. 319      | KBS2      | Convidada     | Com Kyulkyung            |
| 2017 | Guesthouse Daughters ep. 12  | KBS2      | Convidada     | Com Kyulkyung e Nayoung  |

### Participações em videoclipes
| Ano  | Nome        | Artista        |
| ---- | ----------- | -------------- |
| 2010 | Bang!       | After School   |
| 2010 | Aing        | Orange Caramel |
| 2011 | Love Letter | Happy Pledis   |
| 2014 | My Copycat  | Orange Caramel |
| 2015 | I'm Bad     | NU'EST         |